# Lisbeth Salander
Lisbeth Salander (30 de abril de 1978) es un personaje de ficción creado por el novelista sueco Stieg Larsson. Se trata de la protagonista femenina de la serie literaria Millennium. En dichas novelas comparte protagonismo con la figura del periodista Mikael Blomkvist. El personaje de Salander ha sido descrito como «cara del nuevo feminismo», «nueva heroína del siglo XXI» o «metáfora de la subversión cultural».

## Descripción
De complexión delgada y baja estatura, Salander cultiva una estética que se puede definir entre andrógina, gótica y punk. Tiene piercings en la ceja, la lengua, la nariz, el ombligo, los pezones, la vulva y las orejas, así como varios tatuajes, de los cuales los más llamativos son un gran dragón que cruza su espalda y una avispa en el cuello. En el segundo libro, Lisbeth retira varias de estas modificaciones para evitar llamar la atención.
Fumadora, borracha 
empedernida y bisexual, Lisbeth Salander es descrita como poseedora de una inteligencia extraordinaria y memoria fotográfica. Es experta en informática y una de los mejores hackers de su país, actuando bajo el pseudónimo de «Wasp» («avispa» en inglés). Tiene un empleo como investigadora privada en una empresa de seguridad.
Durante su adolescencia y juventud practicó boxeo con el campeón Paolo Roberto. No es aficionada al ajedrez, sin embargo, jamás ha perdido una partida. Pese a su inteligencia fuera de lo común, Salander tiene problemas para relacionarse en sociedad con normalidad. Tales problemas emocionales son resultado de una niñez y adolescencia convulsas. Fruto de esos traumas de juventud, Salander siente también un odio extremo hacia los hombres que maltratan a las mujeres, las personas que maltratan a otras personas y no duda en utilizar contra ellos/as la violencia más cruda.

## Lisbeth Salander en el cine
En la adaptación cinematográfica europea de la trilogía, el papel de Lisbeth Salander fue interpretado por la actriz sueca Noomi Rapace. Rapace preparó el personaje entrenándose en las disciplinas de boxeo y kick boxing, y tuvo que hacerse varias perforaciones en el cuerpo.
Para la versión estadounidense se barajó el nombre de la actriz británica Carey Mulligan, pero el director David Fincher la descartó finalmente por ser «demasiado formal». y finalmente eligió para el papel a la actriz Rooney Mara.
Para el nuevo "reboot" de la saga de 2018, el papel de Lisbeth fue interpretado por Claire Foy.